# Stichting Pensioenfonds Caribisch Nederland
De Stichting Pensioenfonds Caribisch Nederland (PCN) is het bedrijfstakpensioenfonds voor het personeel in Caribisch Nederland dat in dienst is bij de overheid, het onderwijs of de zorg. Het fonds telt 5000 deelnemers en beheert ruim 400 miljoen Amerikaanse dollar. Het pensioenfonds kan beschouwd worden als de Caribisch-Nederlandse tegenhanger van de Europees-Nederlandse Stichting Pensioenfonds ABP.
De stichting werd op 17 februari 2010 opgericht onder de naam  ‘Stichting BES Pensioenfonds’ en verving per 10 oktober 2010 het publiekrechtelijk georganiseerde Algemeen Pensioenfonds van de Nederlandse Antillen (APNA). 
Het fonds is sinds 1 januari 2019 zelf-administrerend. Het bestuur wordt ondersteund door de specialisten van Montae & Partners. 